# Körnerleguminosen
Körnerleguminosen sind landwirtschaftlich genutzte Eiweißpflanzen, die vor allem in den Tropen und Subtropen eine große Rolle für die menschliche Ernährung spielen.

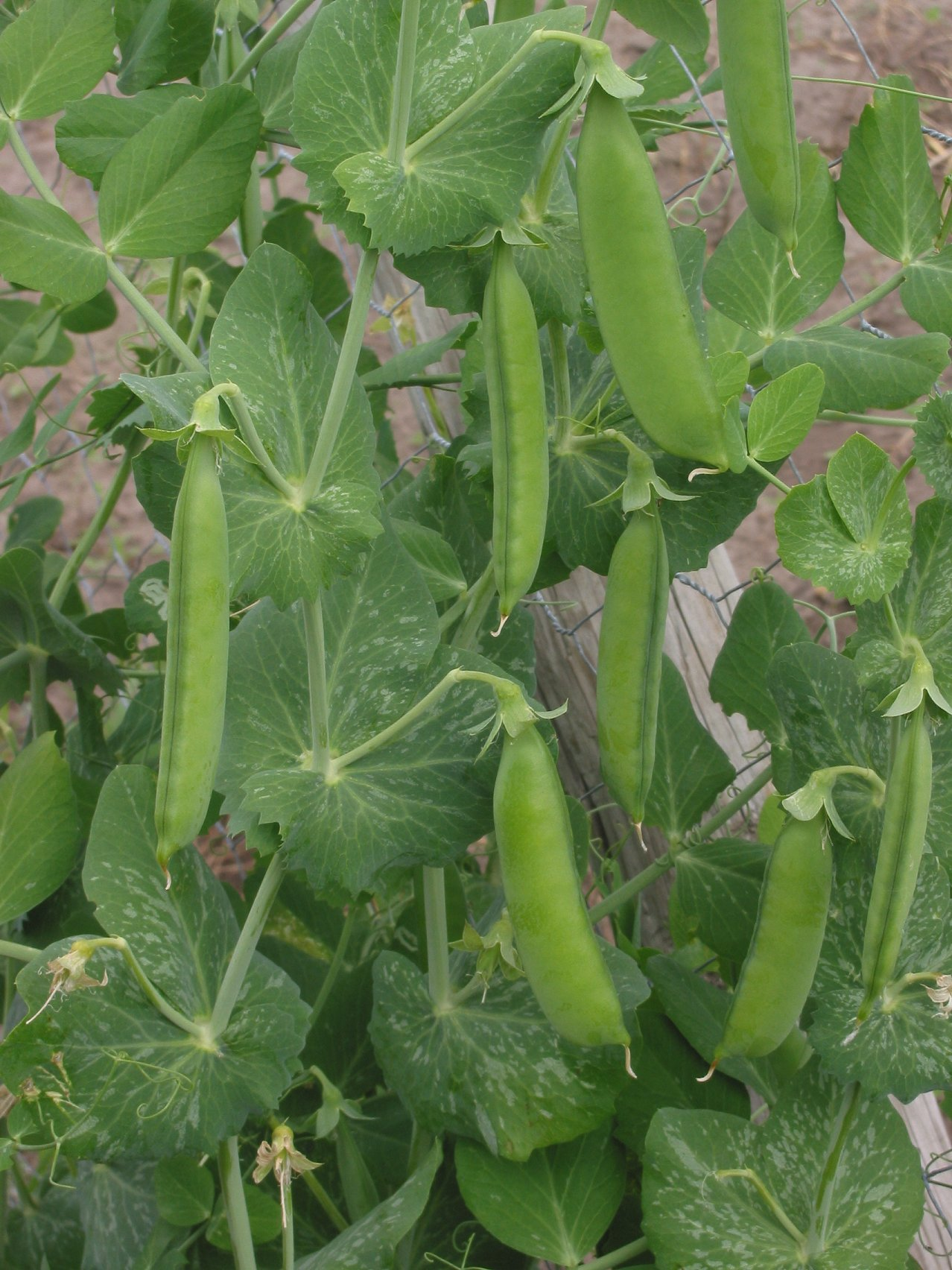
Erbsen

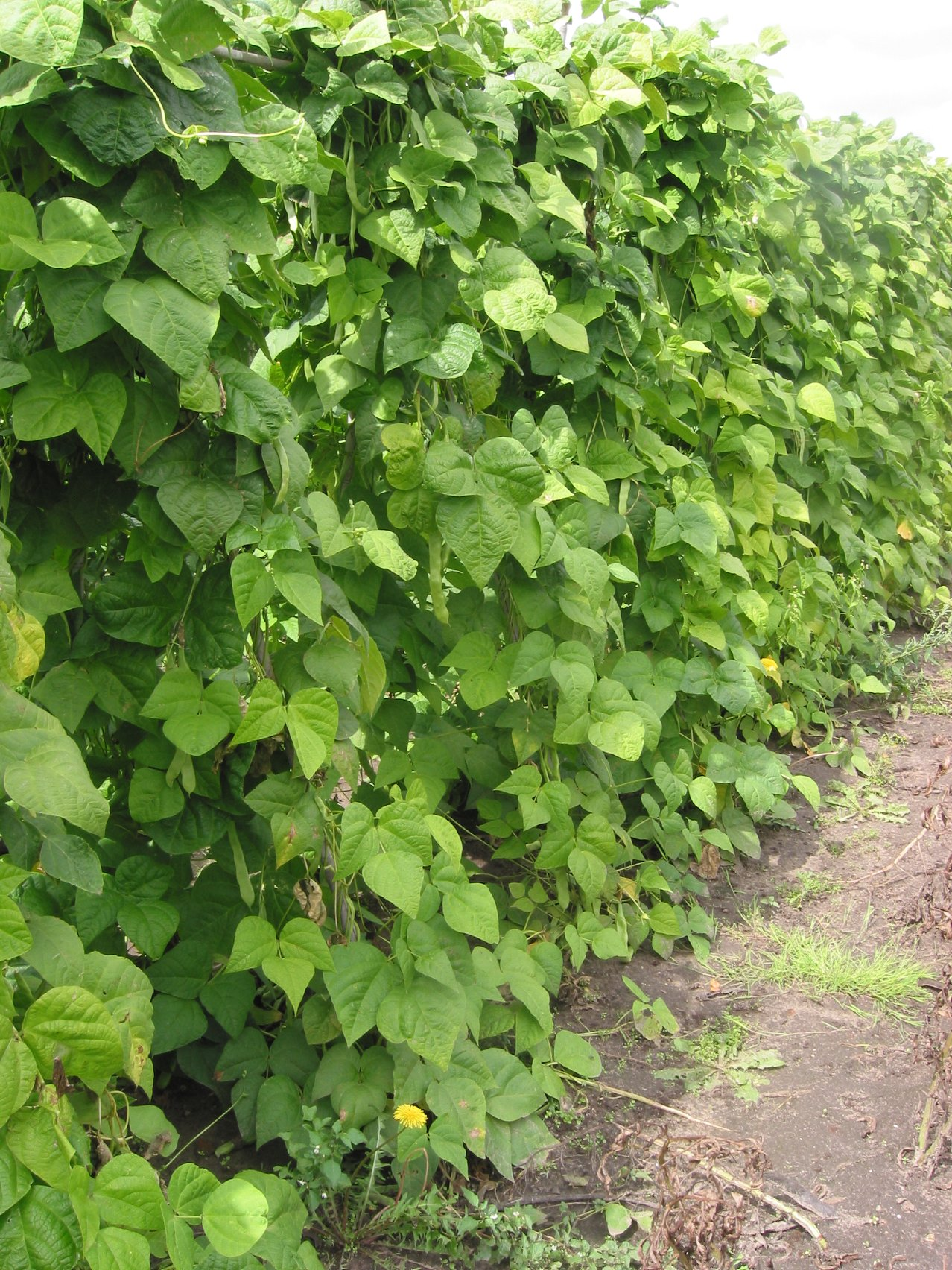
Phaseolus-Bohnen

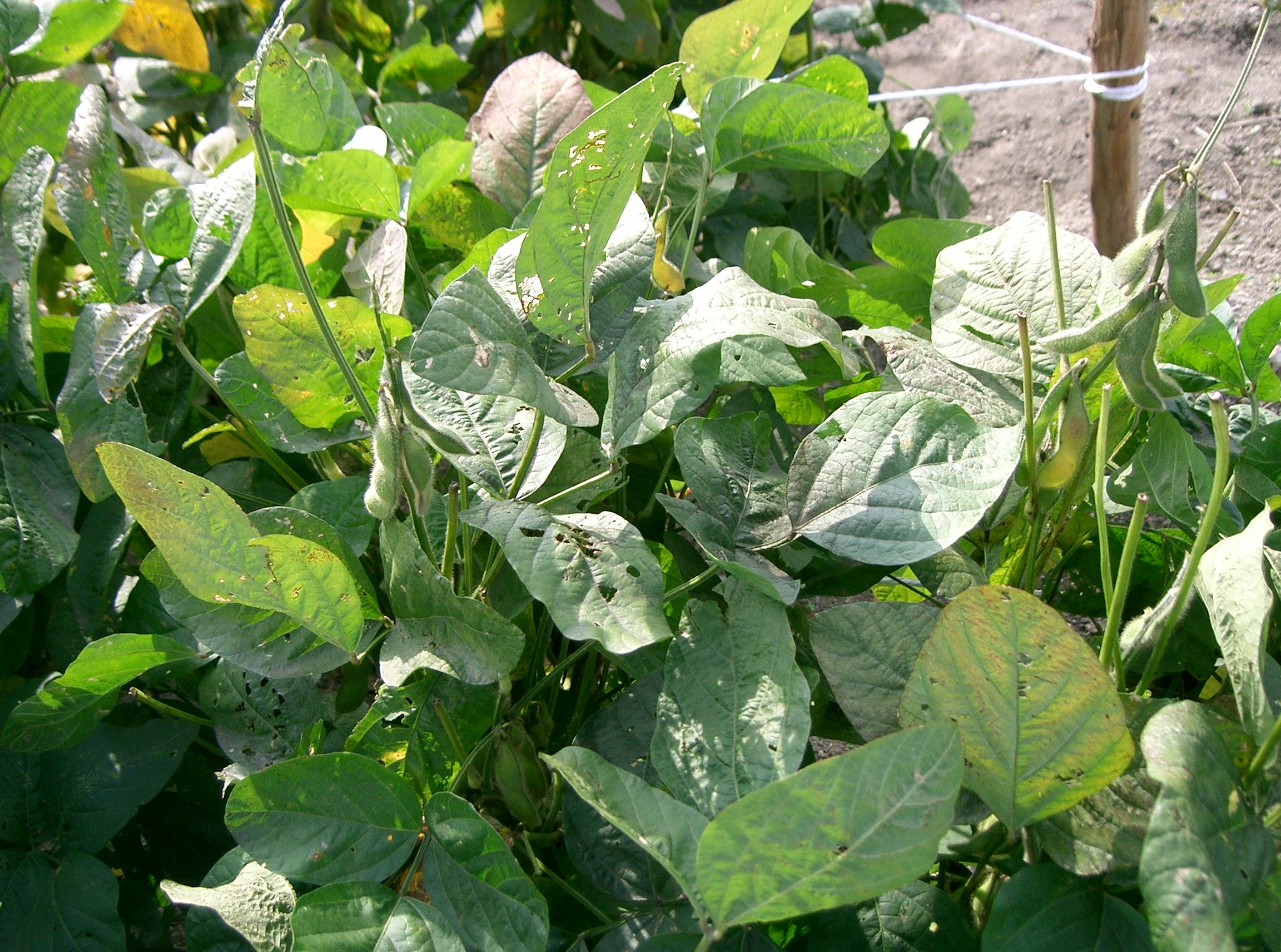
Sojabohnen

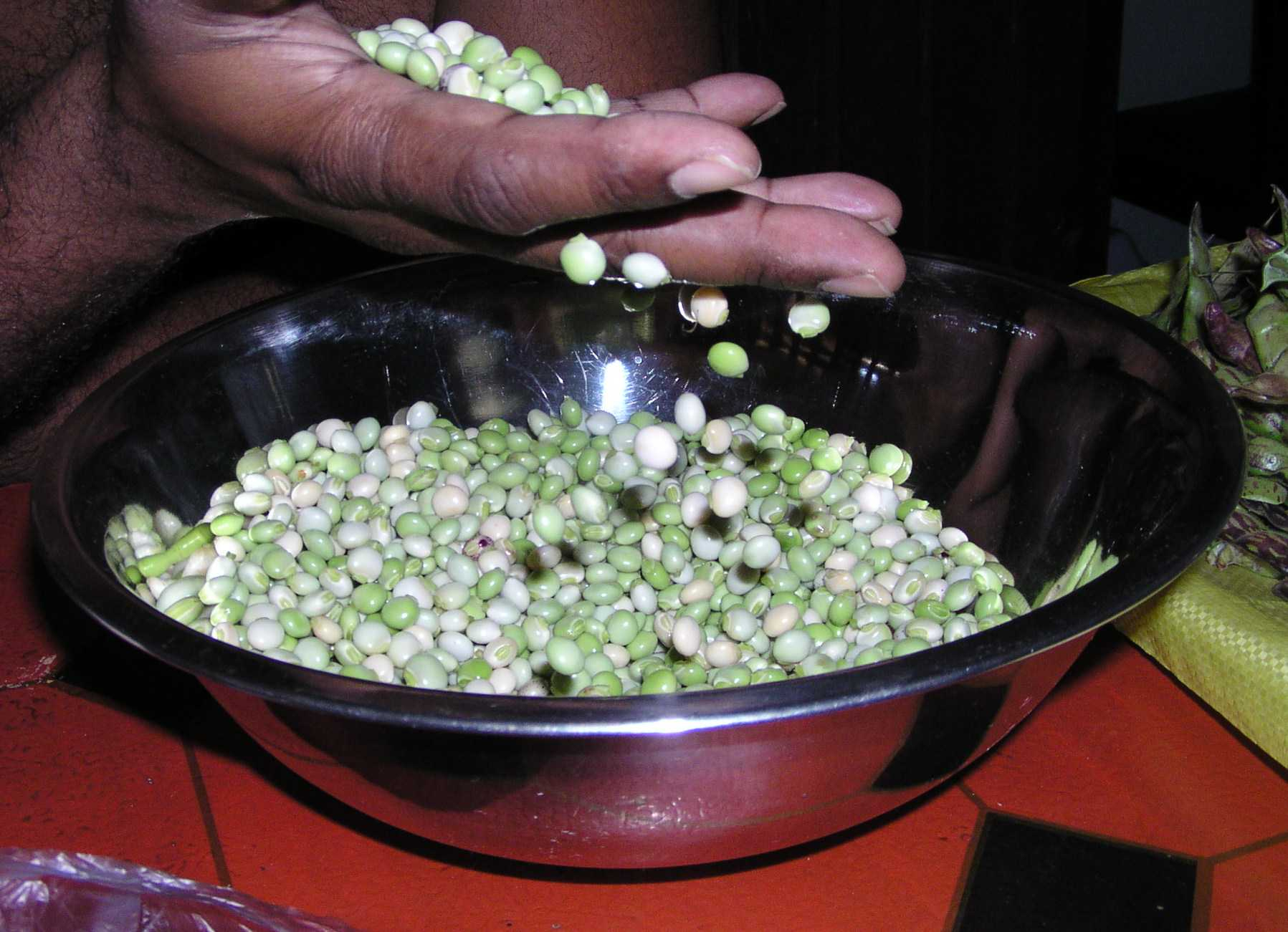
Straucherbsen

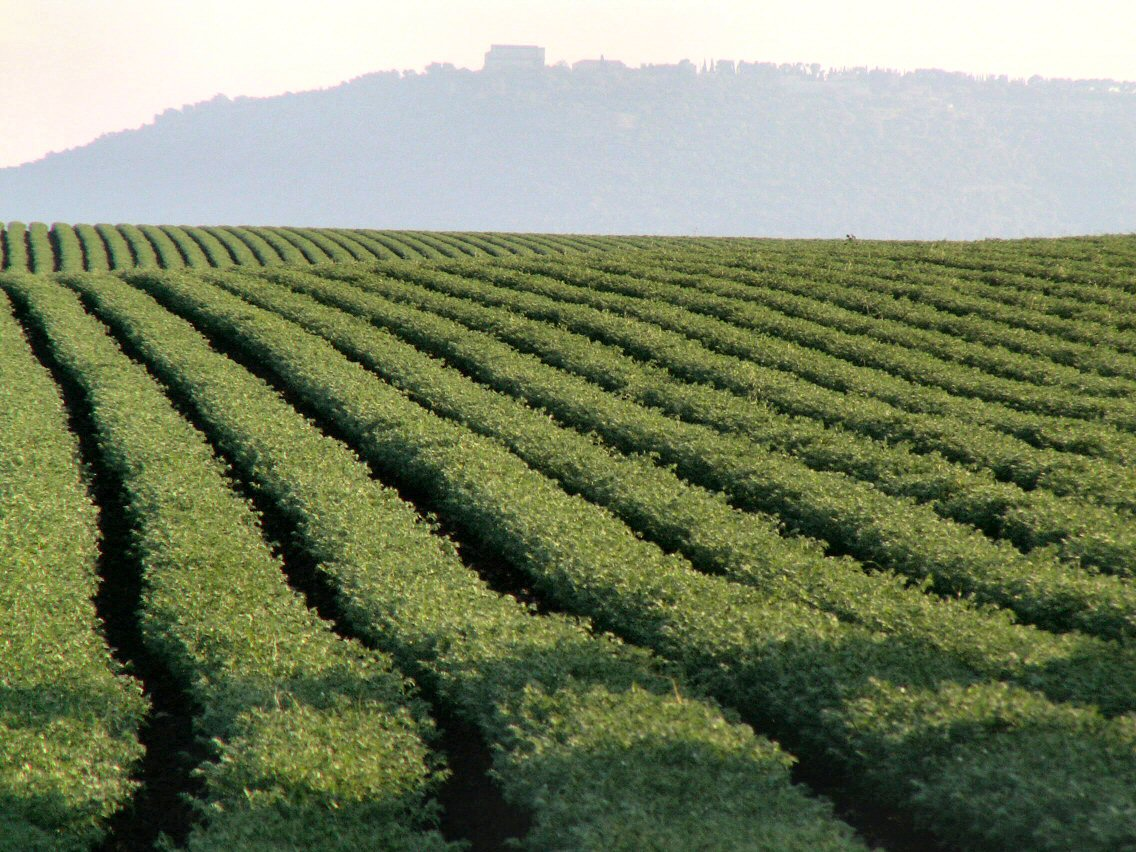
Kichererbsenfeld in Israel

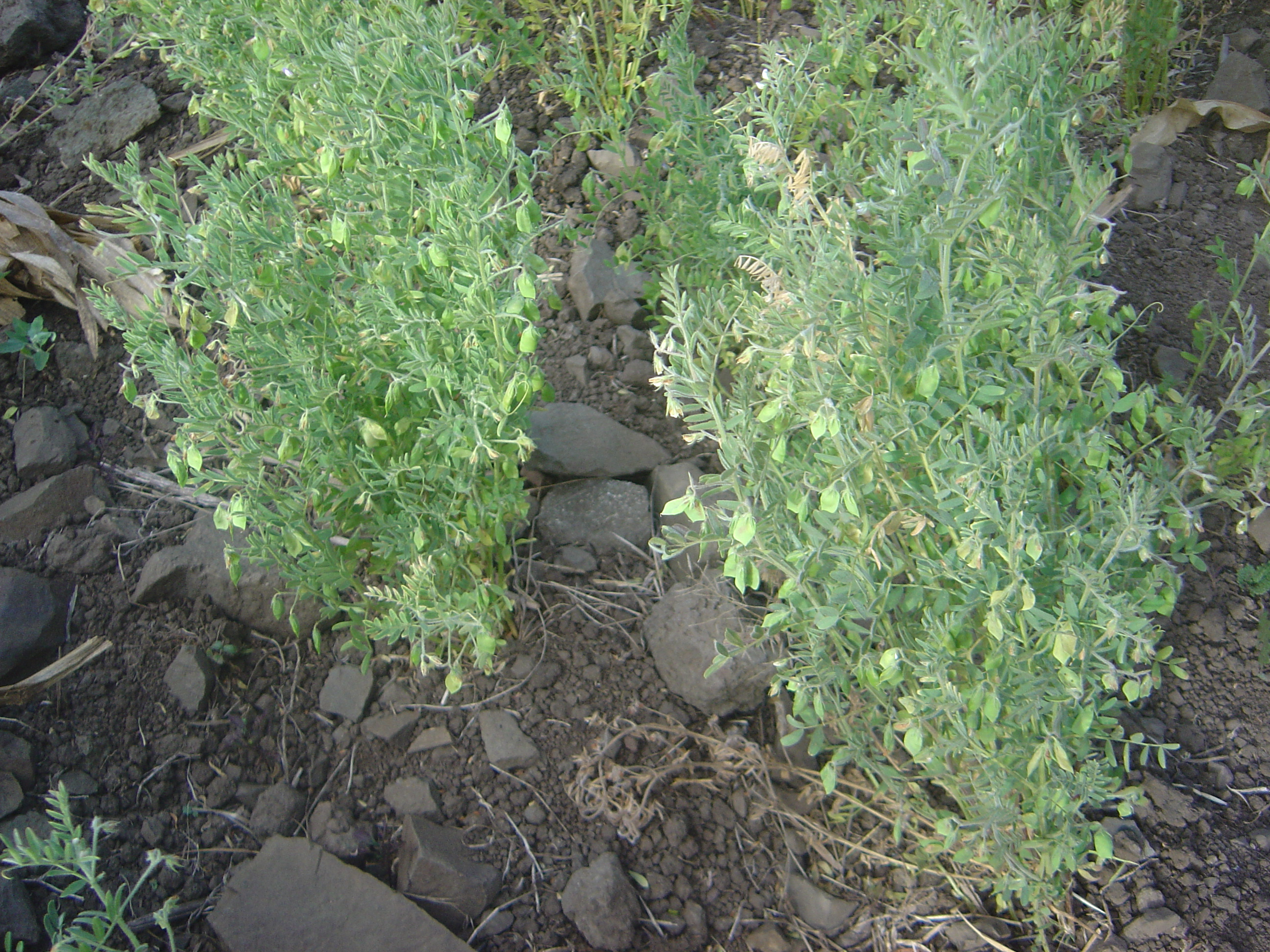
Linsenpflanzen

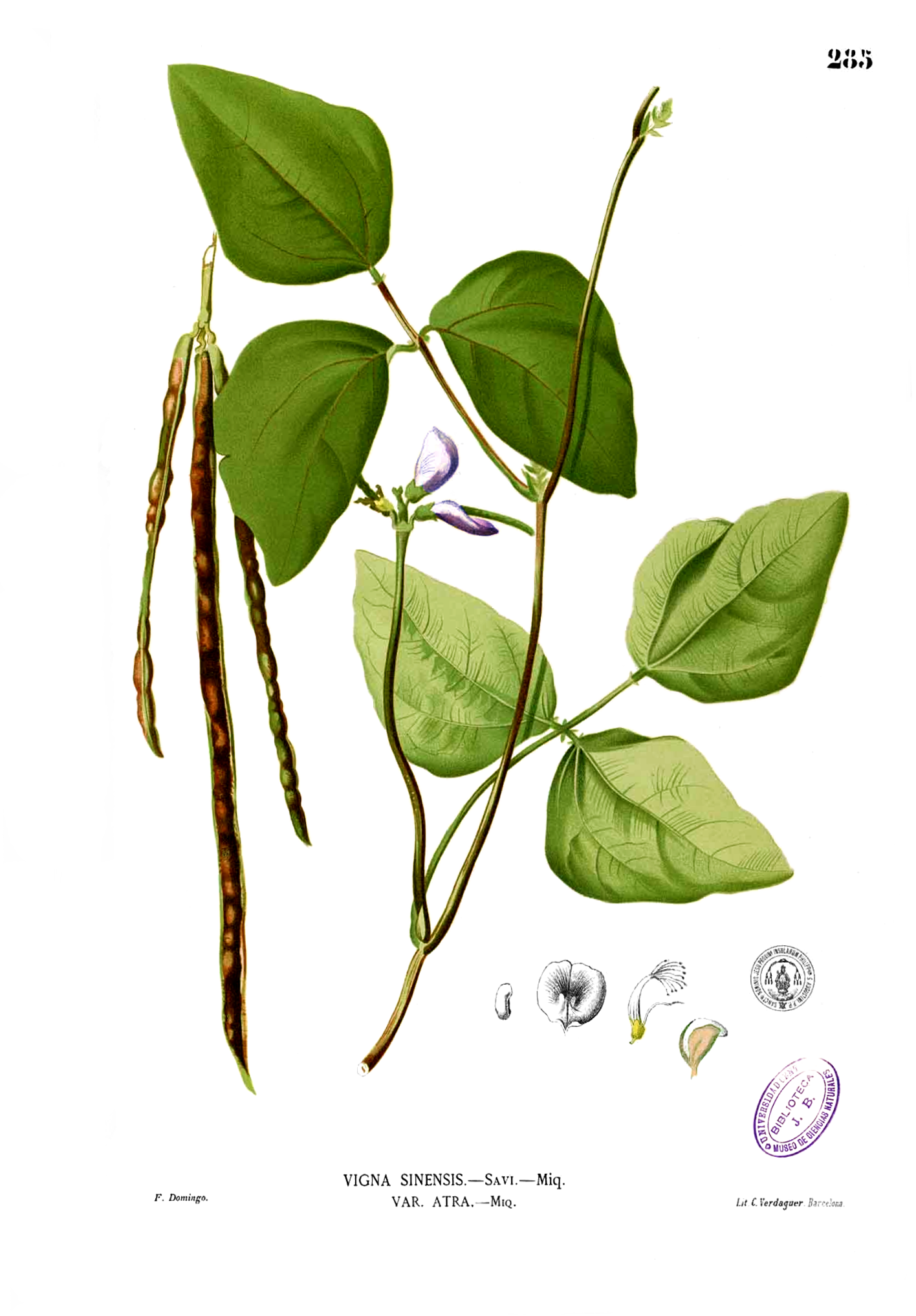
Cow Pea, botanische Zeichnung

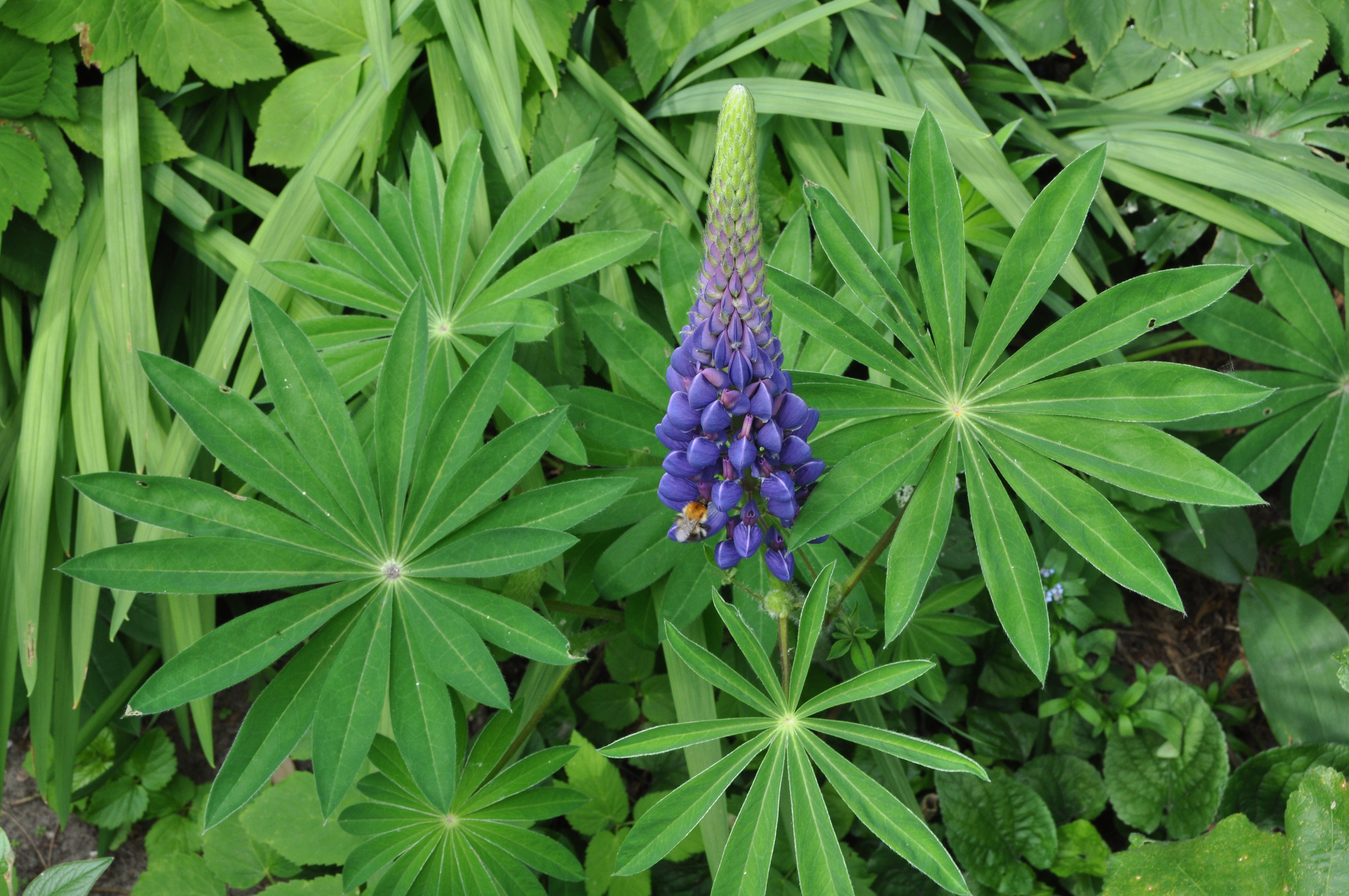
Lupine

## Botanik
Unter dem Begriff Körnerleguminosen werden folgende Arten zusammengefasst:
Phaseolus-Arten (Phaseolus ssp.):
- Limabohne, Mondbohne (Phaseolus lunatus L.), engl. lima/butter bean, port. feijão-de-lima
- Teparybohne (Phaseolus acutifolius A. Gray), engl. trepary bean
- Feuerbohne, Schminkbohne (Phaseolus coccineus L.), engl. scarlet runner bean, span. ayocote, port. feijão-da-espanha/feijoca
- Gartenbohne (Phaseolus vulgaris L.): Gartenbohne engl. common bean, span. frijol, port. feijão
- Sojabohne (Glycine max), engl. soybean, span. soja, port. soja
- Straucherbse (Cajanus cajan), engl. pigeon pea, span. guandul, port. guandu
- Kichererbse (Cicer arietinum), engl. chickpea, span. Garbanzo, port. grão-de-bico
- Linse (Lens culinaris), engl. lentil, span. Lenteja, port. lentilha
- Ackerbohne (Vicia faba), engl. field bean, span. Faba, port. fava

Vigna-Arten (Vigna ssp.)
- Augenbohne, (Vigna unguiculata), engl. cow pea, port. feijão-fradinho
- Adzukibohne, (Vigna angularis), engl. azuki bean
- Mungbohne, (Vigna mungo), engl. mung bean

Lupinen-Arten (Lupinus ssp.)
- Weiße Lupine (Lupinus albus)
- Anden-Lupine (Lupinus mutabilis)
- Gelbe Lupine (Lupinus luteus)
- Blaue Lupine (Lupinus angustifolius)
- Vielblättrige Lupine (Lupinus polyphyllus)

Arten mit nur lokaler Bedeutung sind die neuweltliche Jackbohne (Canavalia ensiformis L.) und die altweltliche Schwertbohne (Canavalia gladiata) in einigen tropischen Ländern. Die indische Guarbohne (Cyamopsis tetragonoloba) dient nicht als Eiweißpflanze, sondern liefert Guargummi. Helmbohnen (Lablab purpureus) werden in Afrika, Indien und einigen Ländern Südostasiens angebaut. Die Platterbse (Lathyrus sativus) ist vorwiegend in Indien von Bedeutung, da sie als sehr trockentolerant gilt. Erdbohnen (Macrotolyma geocarpum) kommen endemisch nur in Westafrika vor und reifen ähnlich wie Erdnüsse im Bodensubstrat. Weitere Pflanzen sind die Pferdebohne (Macrotolyma uniflorum), Yambohne (Pachyrhizus erosus), Goa- oder Flügelbohne (Psophocarpus tetragonobolus) und die Knollenbohne oder auch African Yam Bean (Sphenostylis stenocarpa).
Rhizobien sind hochspezialisierte Knöllchenbakterien, die mit dem Wurzelsystem der Leguminosen eine Symbiose eingehen und es der Pflanze somit ermöglichen, Stickstoff anzureichern.
| Nutzpflanze         | Gattung                      | Rhizobium-Art           |
| ------------------- | ---------------------------- | ----------------------- |
| Luzerne             | Medicago, Meliotus           | Rhizobium melioti       |
| Klee                | Trifolium                    | Rhizobium trifolii      |
| Erbsen und Wicken   | Lathyrus, Lens, Pisum, Vicia | Rhizobium leguminosarum |
| Bohne               | Phaseolus                    | Rhizobium phaseoli      |
| Lupine              | Lupinus                      | Rhizobium lupini        |
| Sojabohne           | Glycine                      | Rhizobium japonicum     |
| Kichererbse         | Cicer                        | Rhizobium ssp.          |
| Vigna-Bohne, Cowpea | Cajanus, Vigna u. a.         | Rhizobium ssp.          |

## Verbreitung und Anbaugebiete
- Straucherbse – semiaride Tropen (Indien und Ostafrika)
- Kichererbse – semiaride Tropen, in Indien Anbau nach dem Monsunregen
- Linse – semiaride Subtropen (Mittelmeerraum, Naher Osten, Indien)
- Lupinen – Subtropen (Andengebiet, Südeuropa, Australien)
- Bohnen – Subtropen und Tropen (Brasilien, Mexiko, Zentralafrika)
- Ackerbohnen – Gemäßigte Zone (Mitteleuropa)
- Vigna – tropisches Afrika[3]

## Wirtschaftliche Bedeutung
Die größte wirtschaftliche Bedeutung hat die Sojabohne, die als Ölfrucht in vielen subtropischen Ländern im vollmechanisierten Feldbau angebaut und als Futtermittel exportiert wird. Der größte Erzeuger ist Brasilien.
Die zweitwichtigste Gruppe bilden die Bohnen, gefolgt von den Kichererbsen. Kichererbsen werden auf 11 Millionen Hektar weltweit angebaut, zu 96 % in Entwicklungsländern. Die Produktion konnte in den vergangenen 30 Jahren stark gesteigert werden, von 7,3 MT/ha in den 1970er Jahren auf 8,4 MT/ha bis zum Jahr 2006. Mit 83 % ist Indien der größte Erzeuger von Kichererbsen, wobei es zu regionalen Verschiebungen vom Norden mit kühlerem Klima und einer längeren Vegetationsperiode in den Süden des Landes mit heißerem tropischen Klima und einer kürzeren Wachstumsperiode. Im indischen Bundesstaat Andhra Pradesh konnte die Kichererbsenproduktion auf das Dreifache gesteigert werden. In den ostafrikanischen Ländern Äthiopien, Tansania, Sudan und Kenia konnten sich fusarienresistente Sorten (meist großsamige Kabulitypen) mit einer kurzen Reifeperiode etablieren.
Straucherbsen werden mittlerweile in Asien, Afrika und LAC-Ländern kultiviert. Die große Trockentoleranz und die unterschiedlichen Reifezeiten (90–300 Tage) der Sorten ermöglichen ihren Anbau auf einer großen Bandbreite von Klimazonen. Seit 1976 wurde in Asien eine Ausweitung der Flächen um 56 % und ein Ertragsanstieg von 54 % verzeichnet. Die Spitzenerträge liegen mittlerweile bei 4,8 MT/ha, durchschnittlich bei 3,6 MT/ha. Weltweit werden Straucherbsen auf 4,9 Millionen Hektar angebaut, die größten Erzeuger sind Indien mit 3,8 Millionen Hektar, Myanmar mit 0,5 Millionen Hektar und China mit 0,1 Millionen Hektar.

## Anbaumethoden und Landnutzung in den Tropen und Subtropen
Körnerleguminosen als Hauptfrucht finden auch im tropischen Brandrodungsbau Verwendung, um bei abnehmender Bodenfertilität durch Degradation und Nährstoffabtrag den Boden mit Stickstoff anzureichern. Eine Leguminosenbrache (meist rankende krautige Leguminosenarten wie Pueraria phaseoloides oder Centrosema pubescens) durch Bodenbedeckung bzw. auch Gründüngung oder Mulch fördert ebenfalls die Bodenmelioration.

## Forschung und Züchtung
Das ICRISAT (International Crop Research Institute for the Semi-Arid Tropics) in Hyderabad/Indien, und das ICARDA (International Center for Agricultural Research in the Dry Areas) in Aleppo/Syrien, beschäftigten sich schwerpunktmäßig mit der landwirtschaftlichen Forschung und Züchtung von Körnerleguminosen und deren speziellen Landnutzungssystemen.
Im ICRISAT werden Kichererbsen und Straucherbsen züchterisch bearbeitet
Bohnen sind das „Fleisch der Armen“, bietet eine wichtige Quelle für Eiweiß, Kohlenhydrate und andere Nährstoffe und ist damit Grundnahrungsmittel für 300 Millionen Menschen in den Tropen. In Afrika verwenden bereits ca. 35 Millionen Kleinbauern Saatgut, welches vom CIAT in Kolumbien züchterisch bearbeitet wurde.
Alle Programme der zur CGIAR (Consultative Group on International Agricultural Research) gehörenden Forschungszentren zielen darauf ab, genetisch verbessertes Saatgut für Kleinbauern in Afrika und LAC-Ländern (Lateinamerika und Karibik) zur Verfügung zu stellen. Außerdem werden ressourcenschonende Produktionsverfahren entwickelt, welche die kulturelle Akzeptanz der Bohnenbauern berücksichtigten. Weitere Zuchtziele sind verbesserte Krankheits- und Schädlingsresistenz, Toleranz gegenüber abiotischen Stressfaktoren wie Wassermangel und Aluminium-Toxizität und ein höherer Eisengehalt in den Samen. Außerdem werden molekulare SSR-Marker für nationale Zuchtprogramme entwickelt, welche die Selektion auf bestimmte Genotypen erleichtern.
Im sozioökonomischen Ansatz soll der Zugang der Bohnenfarmer zu inländischen und Exportmärkten ermöglicht werden.